# Joe Orton
Pour les articles homonymes, voir Orton.
Joe Kingsley Orton (Leicester, 1er janvier 1933 - Islington, 9 août 1967) est un écrivain, scénariste et dramaturge anglais.

## Biographie
Fils aîné d’un jardinier, Joe Orton suit des cours de secrétariat après son échec au certificat d’études. Comédien amateur, il finit par obtenir une bourse pour étudier à l’Académie royale d’art dramatique de Londres en 1951. C’est là qu’il fait la rencontre de Kenneth Halliwell (en), qui devient son amant et le pousse à écrire plutôt qu’à jouer. Vivant de petits boulots, tous deux mènent une vie de bohème à Londres et écrivent ensemble de nombreux romans jamais publiés. En 1962, ils sont condamnés à six mois de prison pour avoir couvert des livres de bibliothèques de commentaires et de dessins humoristiques. Suivent deux années au cours desquelles leurs travaux romanesques et dramatiques sont constamment rejetés par les éditeurs et les directeurs de théâtre. 
C’est finalement en 1964 que l’humour noir et iconoclaste bien particulier d’Orton, dont l’objet principal (mais pas unique) est l’obsession et la perversion sexuelles, trouve un public : d’une part avec la production au théâtre de sa pièce Le Locataire (Entertaining Mr Sloane en version originale), une comédie de mœurs dans une banlieue résidentielle anglaise, et d’autre part, avec la diffusion par la BBC de sa pièce radiophonique The Ruffian on the Stair. Il se passionne ensuite pour l’écriture de dialogues épigrammatiques pleins de verve et de sauvagerie avec trois pièces en un acte et deux farces bien accueillies par le public : Loot (1966), qui parle d’argent, de mort et de corruption policière, et l’hilarant What the Butler Saw (1969), qui traite de sexualité dans une institution psychiatrique. Il n’écrit ensuite que deux autres pièces, et sa carrière est certes lancée, mais en aucun cas assurée, lorsqu’il est battu à mort par Halliwell, jaloux de son succès. Ce dernier se donne la mort à son tour, après avoir involontairement assuré à son partenaire plus talentueux une renommée durable. 
Stephen Frears a transposé avec succès au cinéma le destin tragique de Joe Orton, dans Prick Up Your Ears (1987).
Michel Fau a monté Le Locataire sous le nom de Que faire de Mr Sloane ? pour le Théâtre des Champs-Élysées, fin 2012. Il interprète la pièce, notamment avec Charlotte de Turckheim et Gaspard Ulliel.